# Lettre de Newburgh

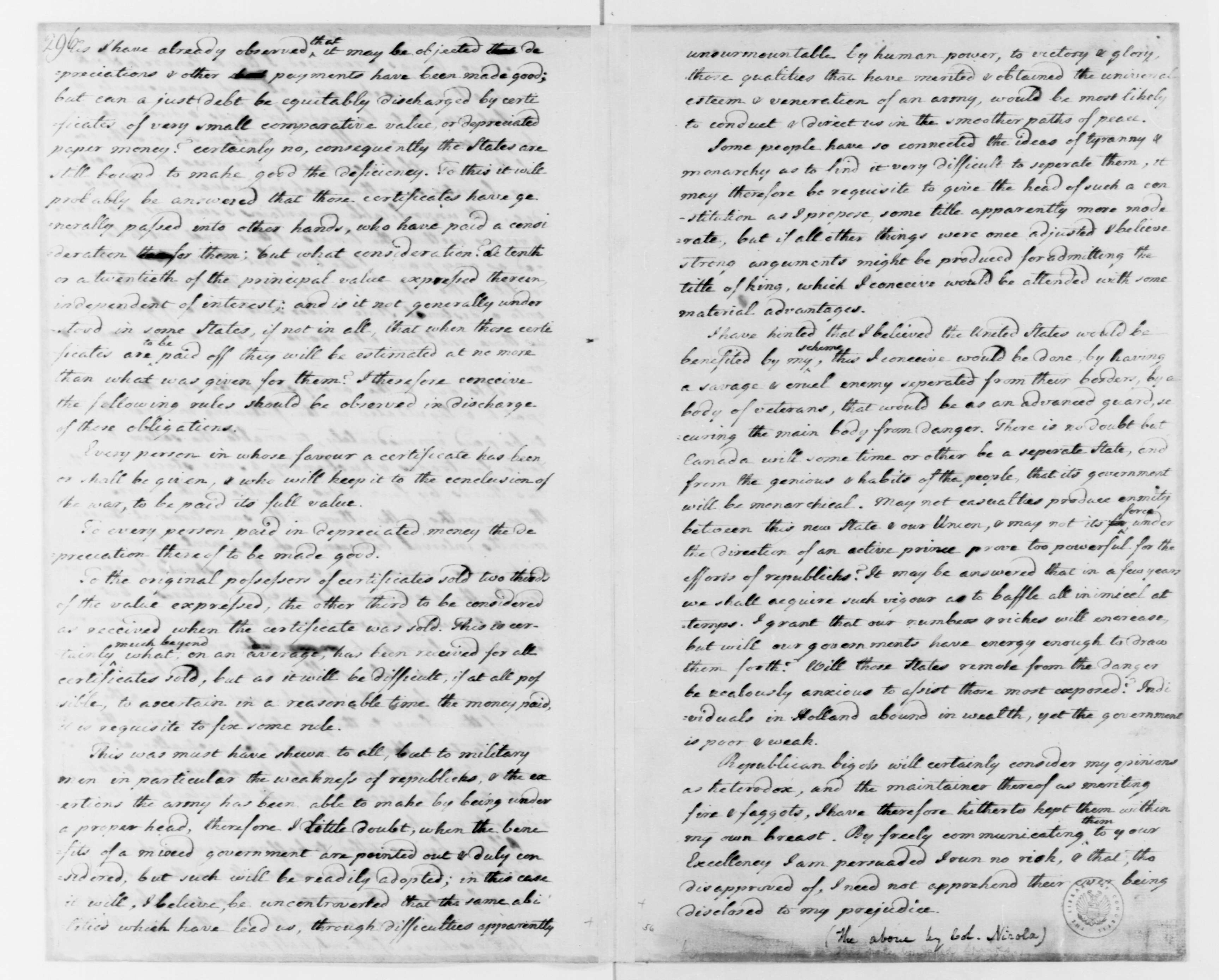
Lewis Nicola à George Washington le 22 mai 1782

Le 22 mai 1782, la Lettre de Newburgh fut envoyée à George Washington qui campait alors à Newburgh, New York. Écrite pour les officiers de l'armée par le colonel Lewis Nicola (en) proposant à ceux-ci que George Washington devienne roi des Etats-unis d'Amérique. George Washington a réagi très fermement contre la proposition, et en a été fortement troublé.
La lettre aurait pu être, à plusieurs reprises, un point tournant dans l'Histoire des États-Unis. La proposition de Nicola, qui n'a pas totalement été formée, ne suggérait pas une tyrannie (il rejetait toute assimilation de la monarchie et de la tyrannie) mais plutôt une monarchie constitutionnelle. La lettre peut être considérée comme étant une partie de la Conspiration de Newburgh et comme étant la première doléance que Nicola surligne, faute de paiement des troupes.